# Medinilla clarkei
Medinilla clarkei är en tvåhjärtbladig växtart som beskrevs av George King. Medinilla clarkei ingår i släktet Medinilla och familjen Melastomataceae. Inga underarter finns listade i Catalogue of Life.